# Jacques Boël
Jacques Pol Pascal Marie Ghislain Boël (Brussel, 31 maart 1929 – 21 januari 2022) was een Belgisch industrieel.

## Levensloop
Jacques Boël, telg uit het geslacht Boël, was een zoon van Max Boël (1901-1975), vicevoorzitter van de Hoge Bosraad, en een kleinzoon van Pol-Clovis Boël (1868-1941), voorzitter van de Usines Gustave Boël, industrieel, senator en volksvertegenwoordiger.
Na zijn studies burgerlijk ingenieur stond hij onder meer aan het hoofd van de staalfabriek Usines Gustave Boël. Hij verkocht de staalactiviteiten van de groep aan Koninklijke Hoogovens in 1997 en Duferco in 1999 en legde zich vervolgens toe op de financiële sector. Later was hij onder meer bestuurder bij Union Financière Boël en voorzitter van Domanoy, een domein van 2.200 ha in Court-Saint-Étienne in handen van de familie Boël.
Boël huwde op 11 september 1962 met Sybille barones de Selys Longchamps (1941), maar scheidde van haar in 1978. Hij stond, ondanks zijn discrete levensloop, bij het brede publiek bekend als de wettelijke vader van Delphine Boël, tot die echter kon aantonen dat zij de dochter van koning Albert II is en in 2020 prinses van België werd.